# Мардалыч
Мардалыч (тур. Mardaliç Adası, Corci Adası, Kızkulesi Adası) — необитаемый остров в Турции, в Эгейском море, у западного побережья Малой Азии. Расположен у входа в залив Чандарлы. На северо-востоке острова есть две бухты, пригодные для якорной стоянки яхт. Наивысшая точка — 145 м над уровнем моря. Остров закрывает с запада бухту Конуч (Нарлыдере, Narlidere Limanı). Административно относится к району Дикили в иле Измир.
В древности назывался Элеусса (др.-греч. Ελεούσσα). Напротив находился город Питана. Страбон сообщает о месте «Атарней ниже Питаны» (Ἀταρνεύς) против острова Элеуссы на материке, на горе Кана (ныне Сейрет).
С XIV века остров принадлежал генуэзцам. Франческо I Гаттилузио, архонт острова Лесбос и его преемники контролировали остров Мардалыч. В 1462 году остров завоевал великий визирь Османской империи Махмуд-паша. Позднее остров стал базой пиратов. Корсар Джорджо Мария Витали (Georgio Maria Vitali) успешно действовал против турок в XVII веке. По его имени остров получил название Джорджи (Corci Adası). В том же веке турки вернули себе контроль над островом.
На острове находятся руины генуэзского периода. Среди них — сторожевая башня, по которой остров был назван Кызкулеси (Kızkulesi Adası — «девичья башня»).